# Mikroplankton
Mikroplankton je plankton v velikosti 0,06 do 0,5mm. Torej gre za zelo majhne rastlinske in živalske organizme, ki jih je moč videti le z mikroskopom.

## Opis
Gre za lebdeče organizme, ki se sami skoraj da ne gibajo, pač pa lebdijo s pomočjo gibanja bičkov ali s posebnimi nastavki za lebdenje kar pomeni, da se lahko premikajo  v vodoravni smeri le s pomočjo vodnega toka. Gibanje v navpični smeri je odvisno od svetlobe in temperature. Nekatere vrste planktona imajo v telesu oljne kapljice ali plinaste mehurčke, ki jim zmanjšajo hitrost spuščanja. Ker morajo zagotoviti lahkotnost in povečanje svoje površine, ki naj bi omogočala čim uspešnejše lebdenje, so njihovi skeletni deli močno zmanjšani ali pa jih sploh nimajo.

## Vrste planktona
Plankton se deli po mnogih kriterijih, kot npr. po velikosti, izvoru in življenjskem prostoru.
 Delitev glede na velikost:
| Naziv planktona | Velikost          |
| --------------- | ----------------- |
| Ultraplankton   | 0,0005 - 0,005 mm |
| Nanoplankton    | 0,005 - 0,06 mm   |
| Mikroplankton   | 0,006 - 0,5 mm    |
| Mezoplankton    | 0,5 - 1,0 mm      |
| Makroplankton   | 1,0 – 10 mm       |
| Megaplankton    | več kot 1 cm      |

 Delitev glede na izvor:
| Naziv planktona  | Izvor               |
| ---------------- | ------------------- |
| Fitoplankton     | Rastlinski          |
| Zooplankton      | Živalski            |
| Bakterioplankton | Bakterije in virusi |

 Delitev glede na življenjski prostor:
| Naziv planktona | Življenjski prostor |
| --------------- | ------------------- |
| Limnoplankton   | Sladka voda         |
| Haliplankton    | Slana voda          |

## Značilnosti
Fitoplankton tvorijo predvsem alge in je generator organske snovi, ki so nujne za prehranjevanje zooplanktona, ki te organske snovi porablja, posebno baktereioplankton igra pomembno vlogo pri razkroju organske snovi.
V morskem okolju se med planktoni pojavljajo poleg ogromnega števila rastlinskih enoceličarjev, tudi mnogi ožigalkarji, rebrači in ličinke različnih drugih živalskih skupin, kot so mehkužci, kolobarniki in iglokožci.
Fitoplankton, ki se nahaja v mrzlih morjih, uporablja proteine, ki preprečujejo njihovo zmrznitev.
Nekatere vrste planktona se ponoči svetlikajo, kar pričara poseben občutek nočnim kopalcem.

## Koristi
Plankton igra pomembno vlogo v prehrambeni verigi nekaterih živalskih skupin, predvsem v to skupino spadajo ribe in kiti. 
V oceanski prehrambeni verigi je fitoplankton osnovnega življenjskega pomena, saj je odmrli plankton vir hrane za globokovodne organizme in je pomemben del detritusa. Ostanki odmrlih rastlinskih in živalskih organizmov pristanejo na dnu tekočih ali stoječih voda, kjer čakajo na nov prehrambeni krog.V enemu litru morske vode se nahaja 3000 - 100 000 planktonskih organizmov.
Mikroskopska velikost planktona ne more odvzeti njegove kompleksnosti. Fitoplankton proizvaja DMS ali dimetilsulfid, ki morju daje značilen vonj,in  je koristen za mnogo morskih vrst, saj pomeni zaščito pred ultravijoličnimi žarki, škodljivimi kisikovimi radikali in različnimi boleznimi. Ti pozitivni učinki so vzrok za poimenovanje planktona kot "morski vitamin C". Polovico kisika, ki je proizveden s fotosintezo sproducira fitoplankton, zato mu gre tudi pripisati pomembno vlogo pri vzdrževanju klimatskega ravnotežja na našem planetu.

## Plankton skozi preteklost in paleontologija
Dejstvo, da imajo nekateri planktoni skelet, je odločilno da so jih paleontologi našli tudi med pomembnimi fosilnimi ostanki. Intenziven razvoj planktona je zaznan v sredini mezozoika (pred 200 milijoni let), sočasno z odpiranjem novih oceanskih prostorov. 
Razvoj planktona je bil zelo raznolik. Zaznati je mnogo vrst, ki so živele le kratek čas in jih hkrati zamenjevale nove vrste in ravno hitro menjavanje vrst planktona je danes dobrodošel mikropaleontologom, ki se ukvarjajo z izumrlimi vrstami planktona, saj jim ta omogoča, da na osnovi določenih fosilnih vrst ugotovijo relativno starost geoloških plasti. 
Čim hitreje so vrste izumirale, podrobneje se da ugotoviti starost posameznih plasti. 
Datacija mlajših mezozojskih in terciarnih zemeljskih plasti sloni pretežno na razvoju planktonskih organizmov, ki so živeli tako v oceanih  kakor tudi v priobrežnih morjih in so se razmeroma hitro razširili po vsem svetu saj to dejstvo omogoča medsebojno primerjavo plasti iz različnih, tudi zelo oddaljenih nahajališč.
- Primeri fosilnih ostankov